# Machacado con huevo
El machacado con huevo o huevo con machaca es un platillo mexicano típico en algunas zonas del norte de México. Consiste de un preparado con carne seca de res desmenuzada, huevos y en ocasiones salsa picante. Se fríe todo revuelto en una sartén con aceite de maíz, o en ocasiones con manteca de puerco previamente calentada. Se acostumbra comer con tortillas de harina de trigo.

## Historia
Se dice que antes de la llegada de los españoles, los habitantes del norte de México comían este alimento, elaborándolo generalmente de carne seca de venado. La carne secada al sol es una técnica de conservación de alimentos, por lo que es suficiente para que se mantenga en buen estado. Los indígenas acostumbraban llevar consigo rollos de esta carne como provisión en sus viajes, y después la comían tal cual. Estas tribus acostumbraban recolectar huevos de codorniz, mismos que adicionaron a la carne de venado seca ya machacada con piedras previamente.
Una de las leyendas del origen de este platillo indican que en el siglo XVII, en el norte de México, las principales actividades económicas eran la minería y la ganadería. La historia cuenta que los mineros, cansados de comer la carne seca sola encargaron a una cocinera variar la rutina, por lo que ella decidió combinar la carne seca con chiles, cebolla, tomates y huevos, dando origen a la receta como se conoce hasta ahora.
Otra de las historias atribuye su origen a 1928 en el municipio de Ciénega de Flores, Nuevo León. De acuerdo con la leyenda, en esa zona Doña Fidencia Quiroga apodada Tía Lencha tenía un pequeño restaurante llamado Merendero Quiroga. Al tratar de sacar adelante su negocio y ofrecer nuevos alimentos a los ingenieros y constructores de la carretera libre a Nuevo Laredo, Tamaulipas, comenzó a implementar la carne seca ya que era de fácil conservación. Comenzó a guisarla con manteca de puerco, chile, tomate, cebolla y huevos, dando como resultado el platillo que se conoce ahora. Este platillo comenzó a hacerse famoso entre los habitantes y trabajadores de la zona al ser un almuerzo completo rico en proteínas y vitaminas. Se dice que con el paso de los años la fama de este platillo aumentó de nivel y se extendió por todo el estado de Nuevo León y el norte de México.

## Características
Es un platillo abundante y nutritivo, rico en proteínas. Es considerado en todo el norte de México como uno de los principales platillos de la cocina tradicional, principalmente en los estados de Nuevo León, Tamaulipas y Coahuila. Existen variaciones de este plato gastronómico en los estados de Sonora, Sinaloa, Chihuahua, Baja California, Baja California Sur y Durango al norte de México.

## Receta tradicional

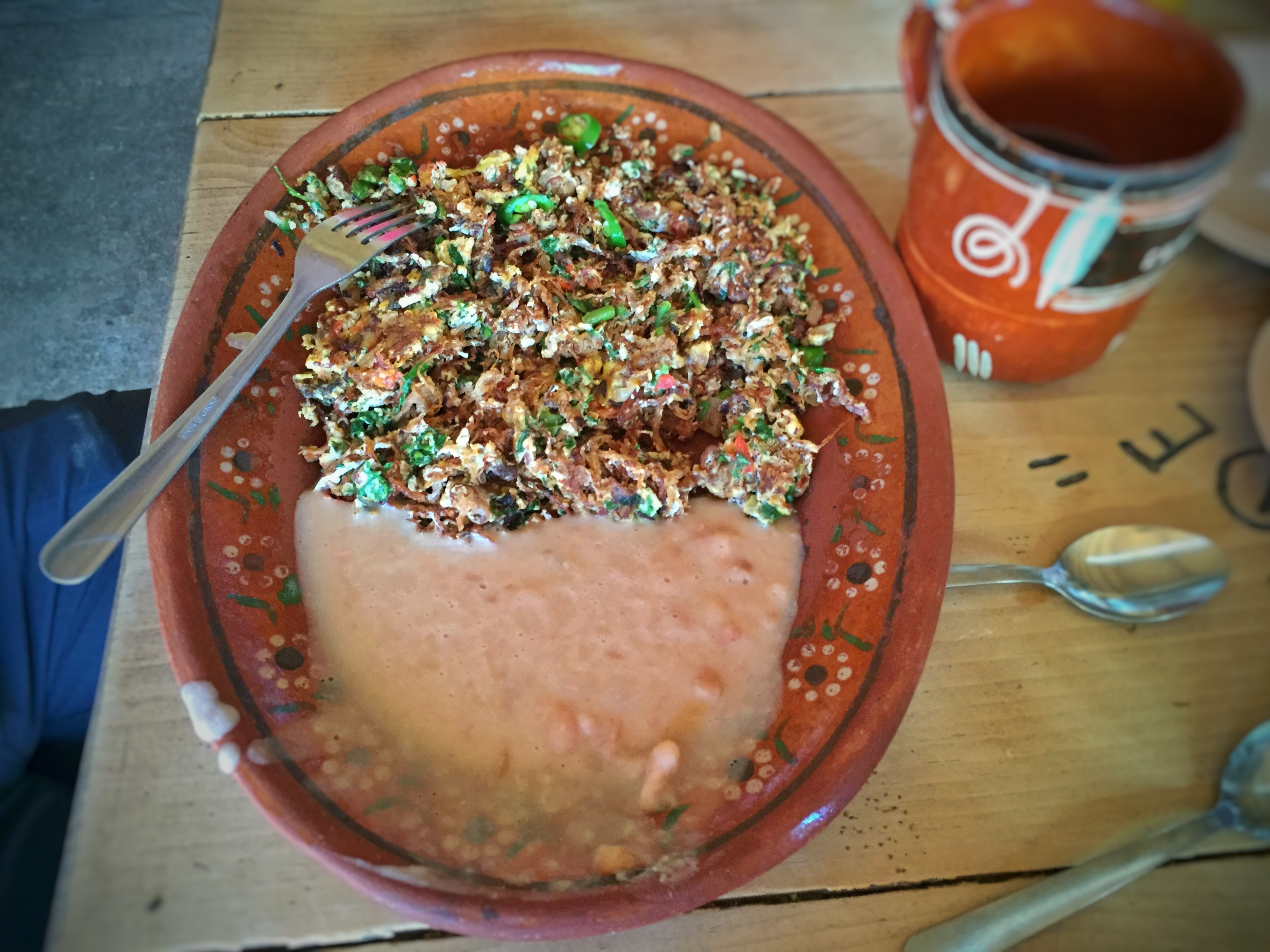
Machacado con huevo acompañado de frijoles refritos y café de olla.

La receta tradicional se basa en aquella preparada por la Tía Lencha en Ciénega de Flores, Nuevo León.

### Ingredientes
- 8 huevos
- 250 g de carne seca desmenuzada
- 1 1/2 tomate despepitado y sin picar
- 1 cebolla picada
- 1 chile verde picado, de preferencia jalapeño

### Preparación
1. Se pone un poco de aceite en la sartén, una vez caliente, se fríe la cebolla hasta que esté dorada.
2. Agregar el tomate picado y la carne seca.
3. Una vez que estos ingredientes están bien incorporados, se agregan los huevos (pueden estar previamente revueltos o no, dependiendo del estilo personal del cocinero).
4. Por último se agrega el chile verde picado.

La carne es salada, por lo que no requiere agregar sal a la receta. El punto de cocción depende del gusto personal. Este platillo suele acompañarse con tortillas de harina de trigo o de maíz, frijoles refritos, y salsa verde o roja. En ocasiones de puede decorar con unas rebanadas de aguacate. El maridaje es con café, jugo de frutas, o aguas frescas.